# 徐俊逸
徐俊逸（英語：Johnny Tsui Chun Yat，1995年4月7日—）是香港的新聞從業員，前有線新聞主播，亦曾任無綫電視無綫新聞台高級主播及財經記者，現職於香港電台。

## 簡歷
徐俊逸畢業於昆士蘭大學，本科主修新聞學，碩士主修傳播學。
徐俊逸畢業後於2019年加入Now新聞擔任主播，2020年中轉職無綫新聞，先任職外電編輯，再轉任無綫新聞台主播。徐俊逸曾經在2021年11月離開無綫新聞並從事其他行業，但於2022年1月重返無綫新聞台任職高級主播，同年9月轉任財經組記者。徐俊逸被指外表酷似吳彥祖和朱敏瀚，因此得到觀眾留意。2023年6月底宣佈再度離開無綫新聞。
2023年9月徐俊逸首加入有線新聞，並於2023年9月19日擔任HOYTV 78台中午12時30分新聞報道主播。2024年6月離職。

## 資料來源
1. ↑  . 2022-01-11  [2022-04-28]. （原始内容存档于2022-06-15）.
2. ↑  . 2021-05-19  [2022-04-28]. （原始内容存档于2021-06-15）.
3. ↑  .   [2023-09-21]. （原始内容存档于2023-09-28）.